# Egist
Egist (în greacă veche Αἴγισθος), Aígisthos, „Puterea caprei”) a fost fiul lui Tieste și al fiicei acestuia, Pelopia.
După ce Atreu, fratele lui Tieste, i-a ucis fii, acesta s-a dus la Delphi să întrebe Oracolul ce să facă. Acesta i-a spus să se căsătorească cu fiica sa Pelopia. Tieste a făcut întocmai și din uniunea tată-fiică a rezultat micul Egist. Pelopia, dezamăgită, și-a abandonat fiul pe câmp, fiind mai apoi crescut de păstori și alăptat de o capră.
Când a devenit major, Atreu l-a adoptat. După încarcerarea lui Tieste, Atreu și-a trimis nepotul să-și omoare fratele. Dar Egist l-a asasinat pe Atreu în timp ce aducea ofrande zeilor, și l-a eliberat pe Tieste. Cei doi au început să domnească la Micene. Fii lui Atreu, Agamemnon și Menelau, s-au dus în exil la regele Tyndareos din Sparta.
Mai târziu, Agamemnon a revenit la Micene, l-a ucis pe Tieste și l-a alungat pe Egist, recăpătându-și moștenirea. Când Agamemnon însă a plecat în războiul troian, Egist a revenit la Micene seducând-o pe Clitemnestra, soția regelui. Când fiul lui Atreu s-a întors victorios în patrie, Egist și Clitemnestra l-au asasinat. Egist a devenit rege peste Micene, timp de aproximativ 7 ani. După acesta, Oreste fiul acum de 18 ani al lui Agamemnon, a revenit în țara sa unde și-a răzbunat tatăl, ucigându-și mama (Clitemnestra) și pe uzurpatorul Egist.